# Cheilopallene clavigera
Cheilopallene clavigera is een zeespin uit de familie Callipallenidae. De soort behoort tot het geslacht Cheilopallene. Cheilopallene clavigera werd in 1955 voor het eerst wetenschappelijk beschreven door Stock. 